# Wildermieming
Wildermieming település Ausztriában, Tirolban az Innsbrucki járásban található. Területe 31,24 km², lakosainak száma 897 fő, népsűrűsége pedig 29 fő/km² (2014. január 1-jén). A település 872 méteres tengerszint feletti magasságban helyezkedik el.
A település részei: 
- Wildermieming-Dorf
- Wildermieming-Siedlung
- Affenhausen

## Fordítás
- Ez a szócikk részben vagy egészben  a   Wildermieming című angol Wikipédia-szócikk ezen változatának fordításán alapul.  Az eredeti cikk szerkesztőit annak laptörténete sorolja fel. Ez a jelzés csupán a megfogalmazás eredetét és a szerzői jogokat jelzi, nem szolgál a cikkben szereplő információk forrásmegjelöléseként.